# Ichneumon pycnocephalus
Ichneumon pycnocephalus är en stekelart som beskrevs av Heinrich 1961. Ichneumon pycnocephalus ingår i släktet Ichneumon och familjen brokparasitsteklar. Inga underarter finns listade i Catalogue of Life.